# Косач Юрій Андрійович
Косач Юрій Андрійович — український кінознавець. Кандидат мистецтвознавства (1974).
Народився 20 травня 1934 р. в м. Луганську в родині службовця. Помер 18 жовтня 1989 р. в Києві. Закінчив сценарний факультет Всесоюзного державного інституту кінематографії (1961).
Працював редактором на Київській студії телебачення й «Укртелефільмі» (1961–1966), старшим науковим співробітником відділу кінознавства Інституту мистецтвознавства, фольклористики та етнології ім. М. Т. Рильського НАН України (1967–1989). Захистив кандидатську дисертацію «Проблеми сучасного документального телефільму» (1974). Друкувався з 1956 р.
Автор книг з питань кіномистецтва: «Український телевізійний фільм» (К., 1976), «Фільми про найдорожче» (К., 1967), «Ілліч на екрані» (К., 1968) «Чарівний кінескоп» (К., 1971), «Душі людської чародій: А.Бучма» (К., 1973), «Амвросій Бучма» (К., 1978), «Драматургія та режисура документального телефільму» (К., 1982), «Телефільм: люди, події, час» (1983), статей у збірниках: «Фільм і доба», «Життя та герої екрана», «Увага! В кінозалі — діти!» й на сторінках преси; сценаріїв телевізійних («Ходіння за два моря», «Місто над Десною», «Хірург оперує мозок», «Люди землі моєї» та ін.) і науково-популярних («Люцерна на зрошуваних землях», «Сівозміни Полісся», «АСУ в нафтоперероблюванні» тощо) кінокартин.
Лауреат премії Спілки кінематографістів України за статті у пресі (1978). Нагороджений медалями. Був членом Спілки кінематографістів України.